# نیروگاه تلمبه ذخیره‌ای تای
نیروگاه تلمبه ذخیره‌ای تای (به لاتین: Tai'an Pumped Storage Power Station) یک نیروگاه ذخیره تلمبه‌ای در چین است که در Tai'an, Shandong Province واقع شده‌است.